# 2018年平昌オリンピックのロシアからのオリンピック選手団

ロゴ

2018年平昌オリンピックのロシアからのオリンピック選手団（2018ねんピョンチャンオリンピックのロシアからのオリンピックせんしゅだん）は、2018年2月9日から25日まで大韓民国江原道平昌で開催された2018年平昌オリンピックのロシアからの選手団。ここでは、その競技結果についても記載する。
後述のドーピング問題で、ロシアの国内オリンピック委員会（NOC）が国際オリンピック委員会（IOC）制裁下にあるため、国家を代表しない「ロシアからのオリンピック選手（Olympic Athletes from Russia）」として出場することとなり、表彰時には、国旗・国歌の代わりに、五輪旗と五輪賛歌が使われることになる（独立参加選手団に準じた扱い）。なおIOCコードも通常のロシア選手団と区別するために「RUS」ではなく「OAR」が用いられる。

## 概要
2017年9月14日、日本、オーストラリア、カナダ、ドイツ、イギリス、アメリカなどの反ドーピング機関がロシアの国家ぐるみのドーピング問題で平昌オリンピックの参加を除外するよう共同声明を発表したため、12月5日に行われたIOC理事会で国としての参加を認めない声明を出した。これによりロシア国家としてのオリンピック出場が不可能になり、ドーピング疑惑の潔白が証明された選手に限り、国家に属さない個人扱いで出場することとなった。ロシア国内各地（カリーニングラード、モスクワ、サマラ、エカテリンブルグ、オムスク、クラスノヤルスク、イルクーツク、ヤクーツク、ウラジオストク、マガダン、アナディル）などから集まった。

## メダル
| メダル | 選手名 | 競技                             | 種目               |
| ------ | --- | -------------------------------- | ------------------ |
| 金     | アリーナ・ザギトワ | フィギュアスケート               | 女子シングル       |
| 金     | アイスホッケーロシア代表 | アイスホッケー                   | 男子               |
| 銀     | ミハイル・コリヤダ エフゲニア・メドベージェワ アリーナ・ザギトワ エフゲーニヤ・タラソワ ウラジミール・モロゾフ ナタリア・ザビアコ アレクサンドル・エンベルト エカテリーナ・ボブロワ ドミトリー・ソロビエフ | フィギュアスケート               | 団体戦             |
| 銀     | ニキータ・トレグボフ | スケルトン                       | 男子               |
| 銀     | アンドレイ・ラルコフ アレクサンドル・ボルシュノフ アレクセイ・チェルヴォトキン デニス・スピツォフ | クロスカントリースキー           | 男子4×10kmリレー   |
| 銀     | デニス・スピツォフ アレクサンドル・ボルシュノフ | クロスカントリースキー           | 男子団体スプリント |
| 銀     | エフゲニア・メドベージェワ | フィギュアスケート               | 女子シングル       |
| 銀     | アレクサンドル・ボルシュノフ | クロスカントリースキー           | 男子50kmクラシカル |
| 銅     | セミョン・エリストラトフ | ショートトラックスピードスケート | 男子1500m          |
| 銅     | ユリア・ベロルコワ | クロスカントリースキー           | 女子個人スプリント |
| 銅     | アレクサンドル・ボルシュノフ | クロスカントリースキー           | 男子個人スプリント |
| 銅     | デニス・スピツォフ | クロスカントリースキー           | 男子15kmフリー     |
| 銅     | ナタリア・ボロニナ | スピードスケート                 | 女子5000m          |
| 銅     | ナタリア・ネプリャエワ ユリア・ベロルコワ アナスタシア・セドワ アンナ・ネチャエフスカヤ | クロスカントリースキー           | 女子4×5kmリレー    |
| 銅     | イリヤ・ブロフ | フリースタイルスキー             | 男子エアリアル     |
| 銅     | セルゲイ・リジク | フリースタイルスキー             | 男子スキークロス   |
| 銅     | アンドレイ・ラルコフ | クロスカントリースキー           | 男子50kmクラシカル |

## スケート

### フィギュアスケート
- 男子シングル - 2名
- 女子シングル - 3名
- ペア - 3組
- アイスダンス - 2組

## アイスホッケー
- 男子
- 女子

## カーリング
- 女子
- 混合